# Sinophorus peteri
Sinophorus peteri är en stekelart som beskrevs av Sanborne 1984. Sinophorus peteri ingår i släktet Sinophorus och familjen brokparasitsteklar. Inga underarter finns listade i Catalogue of Life.